# Археолошко налазиште Дрење
Археолошко налазиште Дрење смештено је на планини Рудник, у истоименој варошици.
Истраживања су започета 2009. године у организацији Музеја рудничко-таковског краја из Горњег Милановца и Филозофског факултета у Београду, а до сада су испод зграде Стационара откривени остаци велике грађевине, која је на основу налаза и плана основе дефинисана као римокатоличка црква. Културни слој који одговара времену њеног коришћења датован је новцем у 14—15. век.
Млађој фази одговара некропола која се формирала око темеља зидова, и покрива целу зараван. Сахрањивање се може определити у раздобље 15—16. века. Други део локалитета на имању породице Никић одвојен је од наведене грађевине и некрополе асфалтним путем, ваздушном линијом око 150 м ка северу. Сондажним археолошким истраживањима утврђено је постојање грађевине прилично добре очуваности, која је у унутрашњости била живописана. На основу налаза грнчарије, објекат би се могао датовати у 14—15. век, а пронађени материјал има непосредне аналогије са налазима на потезу Стационар. Писани извори наводе Рудник као један од најзначајнијих рударских дистрикта у Србији током позног средњег века. Депо сребрног новца цара Стефана Душана, као и печат кнеза Лазара, пронађени на локалитету, сведоче о изузетном значају археолошких истраживања за проучавање историје Рудника и средњовековне Србије.